# Fuente del Tiempo

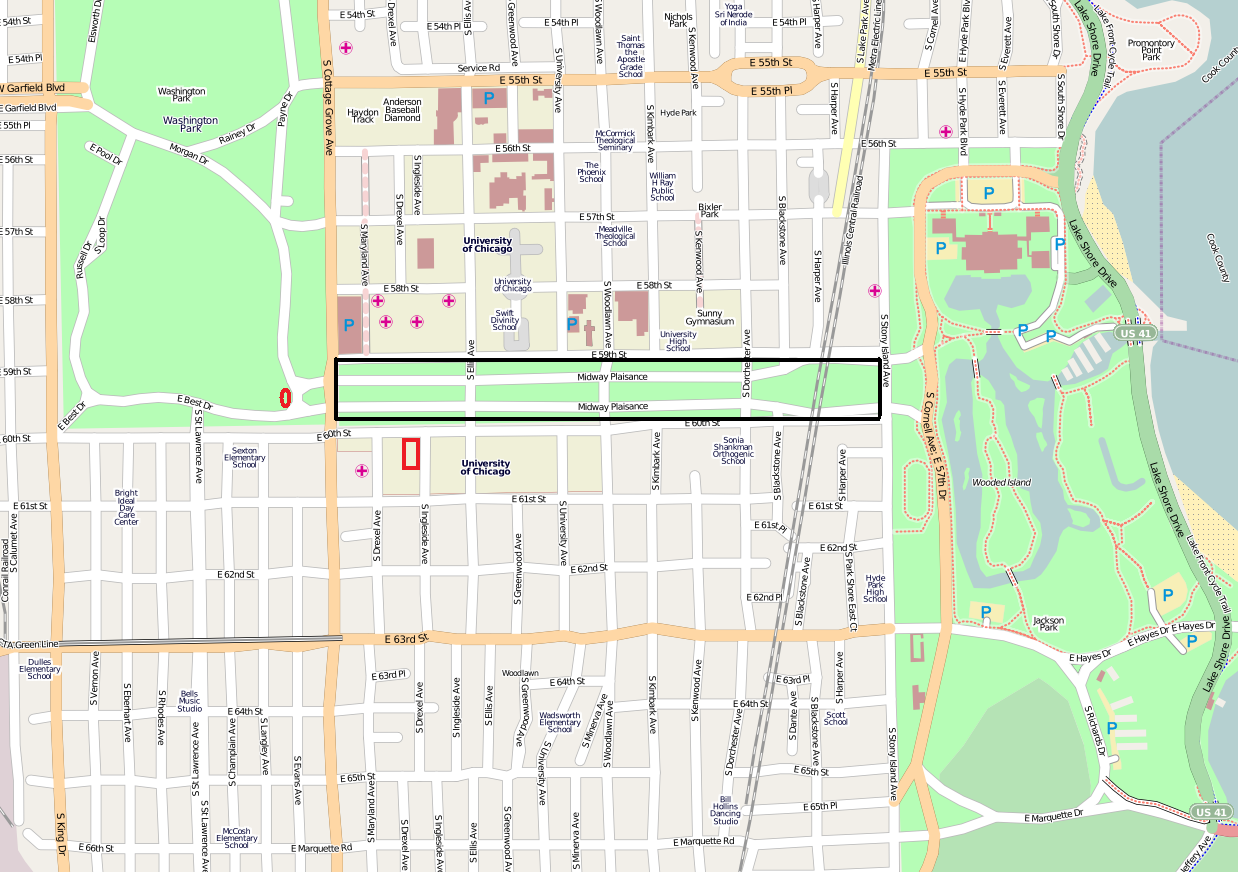
Un mapa mostrando el Midway Plaisance (rectángulo negro) entre el Washington Park al oeste (izquierda) y el Jackson Park. La fuente del Tiempo (el círculo rojo) está ubicada en la porción sur del Washington Park, muy cerca del lado oeste del Midway Plaisance. Los Lorado Taft Midway Studios (rectángulo rojo) está justo al sur de Midway Plaisance. (El Chicago Park District aparece en verde, y la University of Chicago con fondo amarillo.)

La fuente del Tiempo, o simplemente Tiempo, es una escultura modelada por Lorado Taft, de 126 pies (38,4 m) de longitud, ubicada en la esquina oriental del Midway Plaisance entre el Washington Park en Chicago, Illinois, en los Estados Unidos. Este lugar está en el área comunitaria del vecindario del Washington Park en el South Side de Chicago. Basada en el poema «Paradoja del Tiempo» de Henry Austin Dobson y con 100 figuras que están frente al Padre Tiempo, la obra fue construida para conmemorar los primeros 100 años de paz entre los Estados Unidos y Gran Bretaña, como resultado de la firma del Tratado de Gante en 1814. Aunque la fuente de agua comenzó a utilizarse en 1920, la escultura no se inauguró como obra pública para la ciudad sino hasta 1922. La escultura es una estructura perteneciente al Washington Park como parte de un distrito histórico, la cual está incluida en la lista del Registro Nacional de Lugares Históricos.
Como parte de un proyecto para el embellecimiento del Midway Plaisance, Tiempo fue construida con un estilo nuevo de modelado y reforzada con un armazón de acero y concreto, pues se pensaba que esto la haría más duradera y barata a comparación con el uso de otros materiales. Además, se considera que fue la primera obra de arte en ser construida con hormigón. Antes de que el Millenium Park fuera terminado en 2004, se le consideraba la construcción más importante del Chicago Park District. Tiempo es una de las tantas obras de arte de Chicago financiadas por el fideicomiso de Benjamin Ferguson.

Tiempo ha tenido diversas restauraciones debido al deterioro y erosión hechas por causas naturales y urbanas. A finales de la década de 1990 y a inicios del siglo XXI se iniciaron una serie de reparaciones para corregir muchos de los problemas causados por las anteriores reparaciones. Aunque una exhaustiva restauración fue concluida en 2005, quienes apoyan la obra continúan buscando recursos para que Tiempo tenga una mejor iluminación, mientras que la National Trust for Historic Preservation ha nominado a  la escultura como una obra importante que requiere fondos para su manutención.

## Planeación
Tiempo, junto a otras obras públicas en Chicago, fue financiada con un regalo hecho por Benjamin Ferguson de un millón USD en 1905 (33,9 millones USD en 2015, aproximadamente), como una acción de caridad para «conmemorar los eventos históricos de Estados Unidos». Lorado Taft en inicio consideró que la escultura pudiera ser tallada con granito; otra opción era la de comprar mármol de Georgia y cincelarlo, cosa que hubiera tenido un precio de 30 000 USD (924 848 USD) extras al presupuesto inicial. El trabajo planeado estaba destinado a formar parte de un proyecto de embellecimiento en la parte de Midway, en la que se incluiría un arroyo, lagos y una serie de puentes: el Bridge of Arts de la Woodlawn Avenue, el Bridge of Religion como intersección de la Ellis Avenue y el Bridge of Science de la Dorchester Avenue (conocida como Madison Avenue). Como parte del proyecto, los dos extremos del parque Midway estaban conectados por un canal conectado a unas profundas cavidades que conducían al parque Jackson y a los Washington Parks.

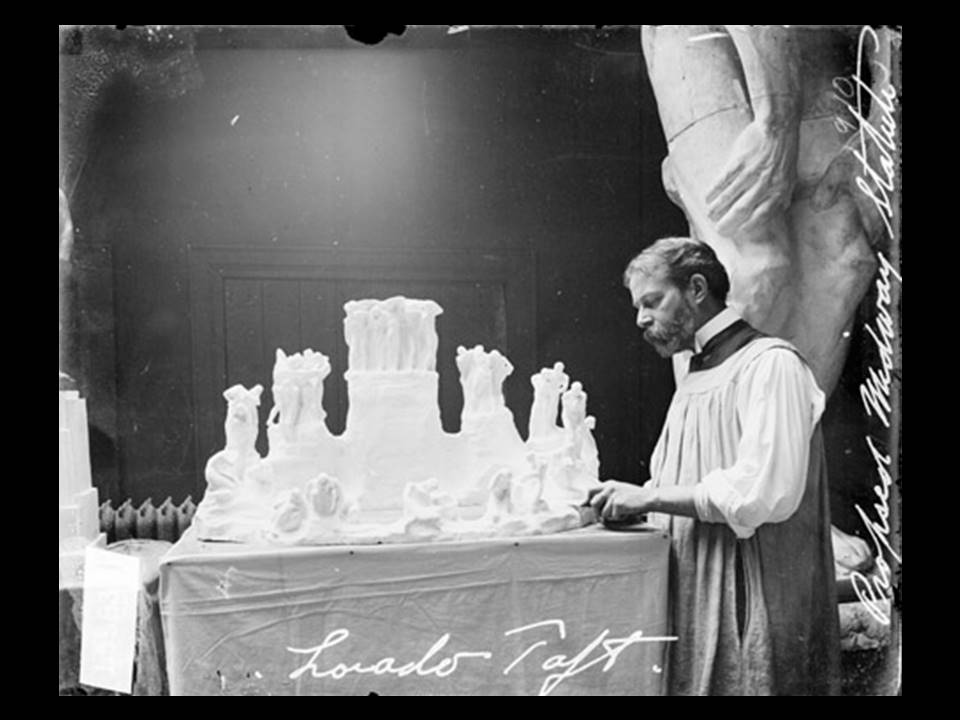
Taft con un modelo de la Fuente de la Creación en 1910

En 1907, Taft ganó el primer permiso del Ferguson Fund para crear la Fuente de los Grandes Lagos en el Instituto de Arte de Chicago. Poco después, basándose en la frase «no hagas planes pequeños» de Daniel Burnhan, él comenzó a trabajar en el gran proyecto de Midway. En 1912, el administrador del Instituto de Arte, Frank G. Logan, presentó de manera oficial los planes que tenía Taft a los demás fideicomisarios del Instituto. Estos proyectos de Taft ofrecían la construcción de dos posibles temas conmemorativos para el Midway Plaisance. Su primera elección era la de homenajear la Exposición Mundial Colombina de Chicago, la cual se presentó en el Jackson Park en 1893. Otra de sus opciones era la de conmemorar el centenario del Tratado de Gante de 1814 «que marcó un siglo de perfecta armonía entre Inglaterra y América». A pesar de que otros planes para festejar la exposición estaban en construcción, la segunda opción fue la elegida y encomendada a Taft por parte de la Ferguson Fund. Algunos periódicos contemporáneos aseguraban que el plan de mejoramiento del Midway sería fácilmente aceptado por el comité de Ferguson.
El proyecto de Taft estuvo en un inicio limitado, pues la Ferguson Fund solo le había permitido crear un modelo a yeso de tamaño completo de la fuente del Tiempo, con un presupuesto anual de 10 000 USD (308 283 USD) por cinco años, quedando de acuerdo bajo un contrato firmado el 6 de febrero de 1913. Este a su vez, permitía que la obra estuviera terminada en 1918. Taft primero diseñó un modelo a un cuarto de escala de unos 20 pies (6,10 m), el cual recibió el visto bueno de los funcionarios en mayo de 1915. Después se encargó de diseñar un modelo de yeso de escala normal, cuyo ancho de centro era de 100 pies (30,5 m), junto a un guerrero ecuestre que hacía conjunto con un modelo del Padre Tiempo, que tenía una altura de 20 pies (6,10 m). La instalación de este modelo se retrasó, ya que Taft estaba realizando su servicio militar durante la Primera Guerra Mundial con el escuadrón de los Y.M.C.A. en Francia, donde formaba parte del cuerpo de artistas y profesores del ejército, pero lo terminó en 1920. Sin embargo, una visión de Taft respecto a la escuela de escultura de Chicago, de manera análoga al estilo de otras escuelas filosóficas contemporáneas, como la Escuela de Chicago, había hecho que se desanimara por su obra, después de que se inaugurara en 1913 su Fuente de los Grandes Lagos. El estilo de Beaux-Arts se había vuelto anticuado, y en vez de apoyar la financiación del proyecto de Taft hecho a larga escala para el Midway Plaisance y de ofrecer el granito, el bronce o el mármol de Georgia que en un inicio se habían estipulado, el consejo sólo dio fondos para la construcción de una escultura de hormigón.
Para la fuente del Tiempo, se había planeado que estuviera colocada junto a una fuente hermana, la Fuente de la Creación, al otro extremo del parque Midway. El proyecto comenzó pero nunca fue terminado. Las partes terminadas de la Fuente de la Creación, que presenta figuras  de la leyenda griega sobre la repoblación de la Tierra después del gran diluvio, son consideradas las últimas obras que hizo Taft, y fueron donadas a la Universidad de Illinois en Urbana-Champaign, su alma mater. Las cuatro piezas restantes son unas figuras que varían en altura de los 5 a 7 ft (1,5 a 2,1 m), y tienen por título el nombre de Hijos e Hijas de Deucalión y Pirra. Dos de esas estatuas se encuentran afuera de la biblioteca principal de la universisad, y las otras dos están ubicadas en la parte sur del Auditorio Foellinger.

## Ubicación e instalación
Tiempo está en el Chicago Park District, en el barrio del Washington Park del área del South Side de Chicago, cerca del Midway Plaisance. Esta ubicación, adjunta al campus de la Universidad de Chicago en su parte este, hace de la escultura una estructura arquitectónica del parque fedarl Washington como parte de uno de los distritos históricos del Registro Nacional de Lugares Históricos. La fuente es considera como la pieza más importante del arte conmemorativo del Park District, en donde hay otras 100 obras artísticas. Su importancia radica en su escultor, en su mensaje, la época en que fue construida, y el diseño de su piscina reflectante hecha por Howard Van Doren Shaw. Robert Jones, el director de diseño y construcción del Instituto de Arte de Chicago de aquel entonces, mencionó en 1999 que la fuente fue la primera pieza de arte en ser terminada con homigón y concreto.
La escultura está ubicada unas cuantas cuadras del estudio de Taft, los Lorado Taft Midway Studios, actualmente un lugar importante de Chicago y es un Hito Histórico Nacional, ubicada entre la 60th Street y Ingleside Avenue. Otras esculturas cercanas de importancia notable son el Hito Nacional Histórico de Henry Moore, Nuclear Energy, que se encuentra en el lugar del primer reactor autosustentable de reacciones nucleares de la Universidad de Chicago. En el Jackson Park, que está conectado al Washington Park y a Tiempo por el Midway Plaisance, reside la Estatua de la República, un lugar importante de Chicago; como un solo conjunto, el Midway Plaisance, el Jackson Park y el Washington Park son conocidos como el «South Park».
Hay una cierta discordancia respecto a las dimensiones de Tiempo, pues varias fuentes la describen con una longitud de 102 a 127 pies (31,1 a 38,7 m). Una de las más precisas, apunta que sus medidas constan de 126 pies y 10 pulgadas (38,7 m) de largo, 23 pies y 6 pulgadas (7,2 m) de ancho y 24 pies (7,3 m) de alto. Estas referencias son por lo general imprecisas en cuando a la descripción del complejo de la piscina reflectante, si su ancho está medido de pared a pared, la longitud del agua entre las paredes interiores de la piscina, el ancho de la base en donde se representan figuras humanas, el ancho de estas figuras en sí mismas, o el ancho de la parcela sobre la que fue esculpida la fuente.
El agua de la fuente comenzó a correr cuando la obra fue terminada el 1 de septiembre de 1920, aunque la escultura no fue dedicada a la ciudad sino hasta el 15 de noviembre de 1922. El presidente de la Universidad de Chicago, Harry Pratt Judson, fue quien pronunció el discurso de inauguración en el Midway Plaisance, como un homenaje al trabajo de Taft. También asistieron el presidente de la asamblea de B.F. Ferguson, Charles Hutchinson, y John Barton Payne, el presidente del South Park Board.

## Diseño y construcción
La escultura está hecha de un molde hueco de concreto, reforzado con acero. Para su producción se tuvieron que hacer 4500 piezas con molde, usando 230 toneladas de un material «parecido al hormigón», al que se le incrustaron piedrecillas del río Potomac. Esta mezcla de materiales era algo novedoso en ese entonces. Por años, John Joseph Earley de Washington D. C., había utilizado materiales que aparentaban ser duraderos, y que resistían al clima, al hollín de las ciudades y a la mugre. Pensó que si añadía estas piedrecillas podría crear una mezcla más resistente y duradera que la piedra caliza y más barata que el mármol o el bronce. La refracción del sílice de las piedras trituradas hacían que la obra fuera más fuerte además de brindarle un toque más artístico; el mismo material fue utilizado en el Edificio de las Artes Finas de Chicago.
La fuente presenta al Padre Tiempo con una gabardina que lo cubre con su gorra, aparte de que lleva consigo una guadaña, y está parado frente a 100 figuras humanas colocadas en una plataforma elíptica, que debido a su posición forman una geometría piramidal. Las figuras alegóricas presentan de manera general, las etapas del ciclo de la vida humana. Los comentarios contemporáneos de 1920 del Chicago Daily Tribune describían a las estatuas como «heroicas», y la elección de ese adjetivo es por la que se conoce la escultura. Se dice que las piezas están siendo revisadas por el Padre Tiempo mientras pasan por alguna de las etapas de la vida, las cuales incluyen a soldados, niños descansando y parejas besándose. El Padre Tiempo ha sido descrito en varios artículos de periódicos como «descomunal», «extraño» e «imponente». Otra crítica, hecha por Tribune describe a Tiempo como la «mascota atroz» de Taft, en gran parte debido a su fealdad. Un crítico mencionó que las figuras blanquecinas parecían unos enormes dientes blancos sonrientes que apenas se perciben a la lejanía en un extremo del Midway.
Tiempo conmemora los primeros 100 años de paz política entre los Estados Unidos y Gran Bretaña, pactada por el Tratado de Gante, el cual estipulaba el fin de la Guerra de 1812 y fue firmado el 24 de diciembre de 1814. El diseño de la obra estuvo influido por el poema «Paradoja del Tiempo» de Henry Austin Dobson: «El tiempo va, ¿dices? Ah no, Alas, el tiempo se queda, nosotros somos los que vamos». La temática que presenta la fuente ha sido comparada con el monólogo de Shakespeare en Como gustéis, la cual describe las siete etapas del hombre: infancia, estudiante, amante, soldado, justiciero, vejez y senilidad. Las figuras de Taft representan el nacimiento, la lucha por la supervivencia, el amor, la vida familiar, la religión, la poesía y la guerra.
Aunque la mayoría de las estatuas son unas representaciones generales de las formas humanas en diversas etapas de la vida, Taft se incluyó a sí mismo, con uno de sus asistentes siguiéndole el paso, a lo largo del lado oeste de la escultura. Está representado vistiendo una bata, cabizbajo y con sus las manos agarradas por la espalda. Sus hijas le sirvieron de modelo para diseñar algunas de las figuras.
En la actualidad, Taft es recordado más por sus libros que por sus esculturas, como por ejemplo The History of American Sculpture (1903), considerado como el primer libro exhaustivo enfocado a la materia artística. Sin embargo, en sus días era conocido por sus retratos y sus esculturas públicas de contenido alegórico, de las que la fuente del Tiempo fue la primera. Esta obra fue hecha en el período posterior a su trabajo como escultor para el Edificio de Horticultura de William Le Baron Jenney en  1893 para la Exposición Mundial Colombina de Chicago. En esta etapa, él diseñaba numerosas obras de arte a gran escala de carácter público, inclueyndo la Fuente de los Grandes Lagos. Taft vivió en Illinois y trabajó en los Midway Studios la mayor parte de su vida, comenzando en 1906.

## Restauración

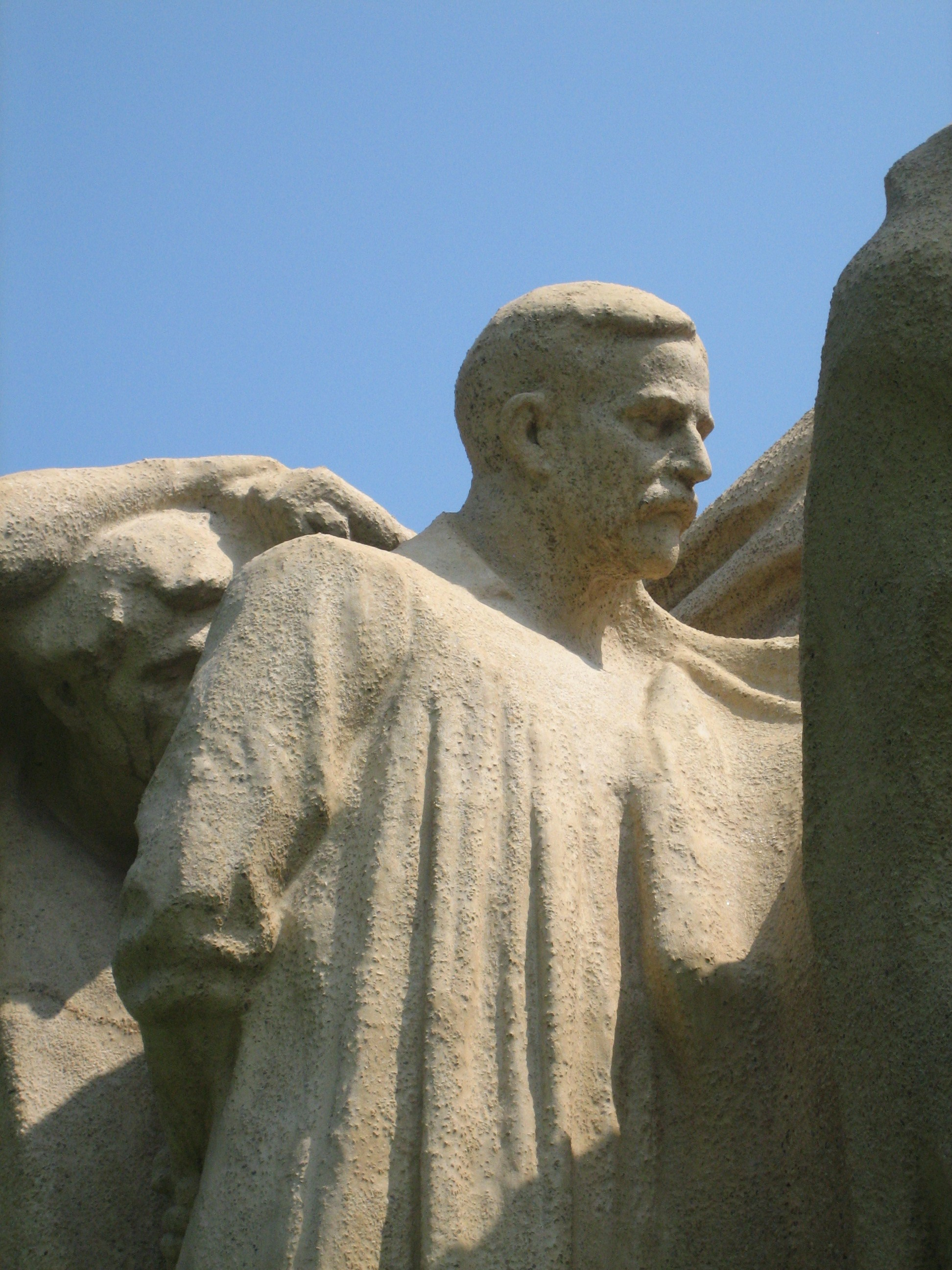
Una autorepresentación del escultor de la fuente, Lorado Taft, que se encuentra entre las figuras humanas de la escultura, mostrado después de la restauración.

Diseñado sin juntas de expansión, Tiempo es una de las pocas esculturas al aire libre hechas de una mezcla de piedrecillas con hormigón, las cuales empezaron a ser construidas a inicios de la década de 1930. En 1936, se le repararon las grietas causadas por la inclemencia del clima; y un proyecto de restauración posterior inició en 1955. Las siguientes reparaciones de la escultura empezaron con motivo de festejar una nueva dedicatoria en 1966. Sin embargo la escultura siguió recibiendo cierto mantenimiento, y algunas mejores le causaron un daño mayor que beneficio, pues se utilizaban técnicas como el granallado y aplicación de parches con materiales más rígidos que los de la propia escultura.
Para los años 1980 la escultura empezaba a desquebrajarse; se empezaban a notar grietas, los detalles de las figuras comenzaban a deteriorarse y la humedad empezaba a erosionar el interior de la estructura. Durante el invierno la fuente se cubría con una lona alquitranada. El clima, la contaminación ambiental y el vandalismo causaron que se necesitaran más de cientos de millones USD para la correcta reparación de la obra.
Los funcionarios del distrito del Chicago Park, de la University of Chicago y del Art Institute of Chicago patrocinaron el trabajo de reparación, el cual consistía en drenar el agua del interior de la escultura, remover la subestructura deteriorada, un nuevo sistema de ventilación que estuviese aparte de la pieza principal, un recubrimiento protector para el exterior y demás arreglos para la piscina reflectante. En 1989, el distrito del Chicago Park otorgaron 150 000 USD para el proyecto de reparación, cantidad de dinero que fue empatada con la invertida por la Fundación Ferguson. A finales de 1991, el Park District había recolectado 320 000 de los 520 000 USD necesarios para la renovación de la fuente, aunque para 1994 la escultura aún estaba en reparación.

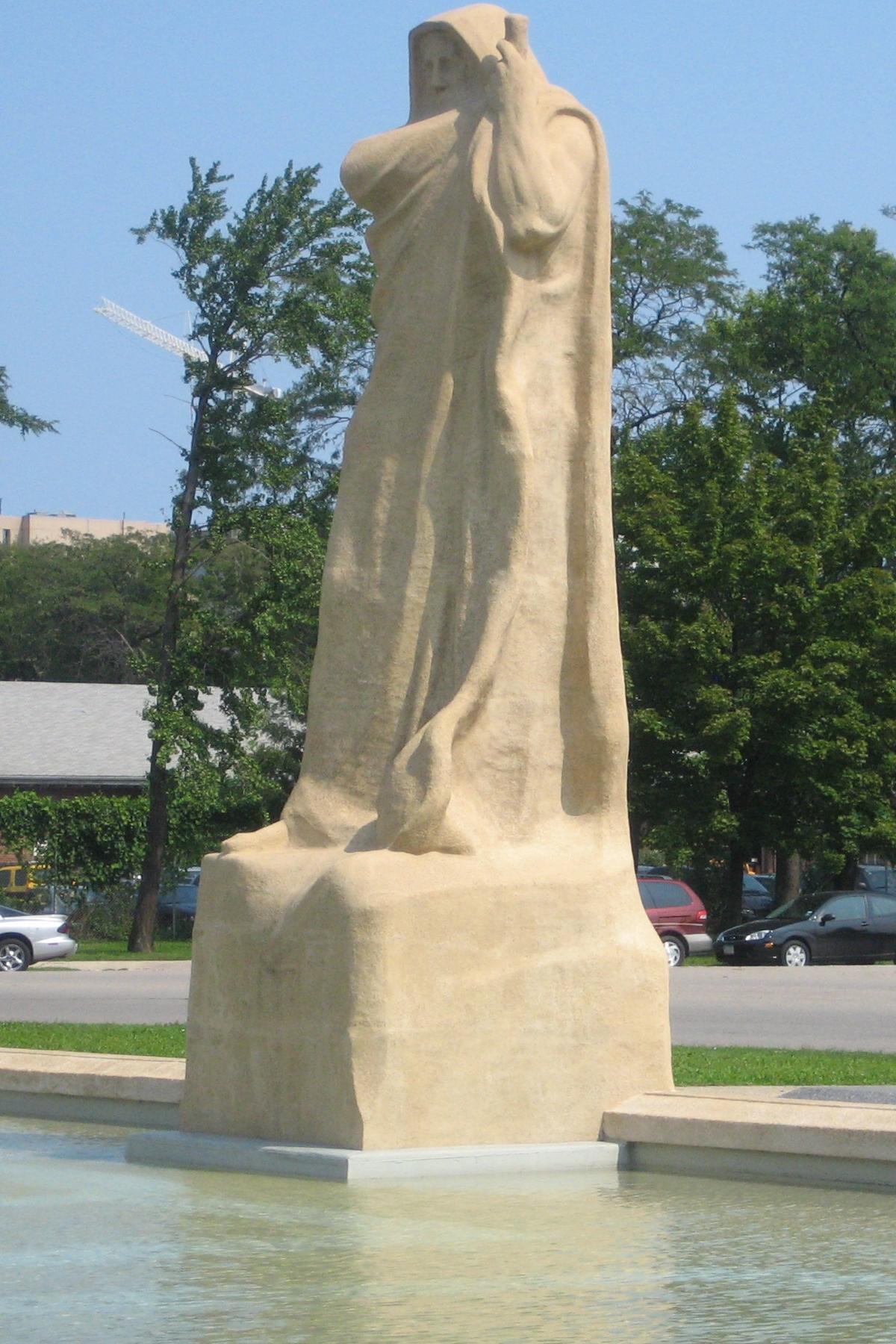
El Padre Tiempo está en la parte occidental de la fuente, mostrado después de la restauración.

A inicios de 1997, después de dos décadas de trabajo, las únicas reparaciones completadas fueron las del sistema de ventilación para retirar el agua que estaba en la parte hueca de la fuente, un sistema de cañerías y la instalación de un nuevo piso interior. El proyecto ahora incluía el levantamiento temporal de dos pisos metálicos para el revestimiento externo de la construcción, a excepción del Padre Tiempo, para que los fuertes inviernos no afectaran la reparación de los años siguientes; además se reforzaron las porciones internas de acero corroídas, se remplazaron algunos parches inservibles, se hizo una sustitución de espaciamiento para arreglar las grietas naturales y finalmente, se efectuó un repintado a mano para ciertas secciones del concreto. La construcción temporal costó 270 000 USD, y la ciudad gastó un total de 450 000 USD en reparaciones, las cuales fueron supervisadas por el Park District en dicho año.
El 19 de abril de 1999, inició una etapa de la restauración que costó 1.6 millones USD y que terminó en mayo de 2001. Cinco trabajadores comenzaron a arreglar las giretas, a arrancar maleza, remover depósitos de calcio y quitar la contaminación ennegrecida causada por el yeso, además de poner una capa de un material combinado entre macilla de cal, cemento de adobe y arena a una superficie de 10 000 pies cuadrados (930 m²). La piscina resultaba irreparable y se dejó para después. Sin embargo la etapa de reconstrucción terminó en 2001, aunque los esfuerzos de esta tarea no fueron visibles sino hasta el año siguiente cuando la estructura de protección se desveló al público. Se espera que las reparaciones hechas a la escultura duren cerca de unos 30 a 50 años, antes de que se vuelva a necesitar otro proyecto de restauración.
En 2003, la National Endowment for the Arts invirtió 250 000 USD en el Park District para la conservación y restauración de la piscina reflectante. En 2004, la Universidad de Chicago contribuyó con 100 000 y el Park District Board con 845 000 USD para reparar la piscina y su sistema de irrigación de agua. Este trabajo comenzó en 2005 con un bajo presupuesto, lo que permitió que la fuente pudiese contener agua por primera vez desde hace cincuenta años. En 2007, con el fin de incluir un sistema de iluminación, se empezaron a realizar campañas para recaudar fondos nuevamente. Ese mismo año la escultura causó interés en la Chicagoland Initiative, un fundación para la preservación de sitios históricos, respaldada por el Fideicomiso Nacional para la Preservación Histórica y por American Express. En un concurso sumamente publicitado que incluía eventos al aire libre donde las personas podían dar un recorrido y aprender sobre algunos puntos turísticos, se recaudaron más de un millón USD como un esfuerzo para renovar algunos puntos importantes del área metropolitana de Chicago, pero la fuente no llegó a ser uno de los quince candidatos ganadores del sorteo.